# 森口織人の陰陽道
『森口織人の陰陽道』（もりぐちおりとのおんみょうどう）は、おかゆまさきによる日本のライトノベル。イラストはとりしもが担当している。電撃文庫（アスキー・メディアワークス）より2008年8月から2010年5月まで刊行された。
メディアミックスとして、『月刊コミック電撃大王』（メディアワークス→アスキー・メディアワークス）にて真田鈴によるコミカライズ版が『森口織人の帝王学』というタイトルで2008年2月号から2009年7月号まで連載された。

## あらすじ
県立・吝華高校に転校してきた森口織人は登校初日の途中で女生徒と衝突、その女生徒の手を取ってみると忽ち脳裏にいやらしいイメージが浮かんできた。それもその筈、その女生徒・遙奈原初雪は自分の思考が周囲の人間に伝わってしまうという能力の持ち主だったのだ。しかも生徒会副会長で学校一の誉れ高き麗しのお嬢様という表面的な容姿とは裏腹に、初雪は扇情的な妄想を抱く性癖の持ち主でもあり、さらには陰陽師というまったく別の顔をも持っていた。かくて初雪の妄想と能力、そして出現する妖怪に振り回されながら、織人の初雪を守る日々が始まる。

## 登場人物
声はCDドラマの担当声優
森口織人
声 - 小林由美子
本作の主人公。吝華高校へ転入した当日に初雪と遭遇し、彼女の能力と性癖を知ることになる。そのため、彼女の秘密を守るために東奔西走するばかりか、彼女の妖怪退治の手伝いのために陰陽道の修行までさせられる破目に。しかし後には自らの決意により、陰陽師となろうとする。
遥奈原初雪
声 - 高橋美佳子
本作のヒロイン。大企業遥奈原グループの令嬢かつ、成績優秀・運動が得意という非の打ち所の無い才女として評判が高く、吝華高校の生徒会副会長を務めている。しかし卑猥な妄想を抱きがちという性癖の持ち主で、何か一つ事が起きるたびに扇情的な連想や時には被害妄想を抱くこともある。
しかも、彼女は陰陽師砂御門一門の家系でもあり、手が少しでも他人に触れると自分の考えていることが即座に接触した相手に伝わるという能力を持っているため、常に黒い手套 (てぶくろ) をしている。この能力のおかげで織人は振り回されることになるが、一方で陰陽師としての能力は高く妖怪退治をしては調伏した妖怪を使い魔や式神の様に自らの手足として使役することもある。
自らの能力により思考が他人に伝わるのを恐れて学校では周囲と距離を置く生活を送っていたが、織人との出会いにより少しずつ変化していく。
一之瀬カスミ
声 - 福原香織
野上綾
声 - 後藤麻衣
織人と初雪のクラスメイト。
三兆院琉夏
第2巻から登場。遥奈原家と並ぶ陰陽師の家系である三兆院兵法の流れを汲む。しかし妖怪に憑依されてしまうなど、能力については今一つのところがある。初雪のことが好きで、初雪の隣の席をめぐって織人を目の敵にしている。
レキ
声 - 中田譲治
蒟蒻狐の憑狗模神。元は妖怪だったが、調伏されて織人の式神となった。
陰陽道の修行や妖怪退治をする織人に憑いては時には助言をしたり、時には体をあやつったりする。

## 既刊一覧

### 小説
- おかゆまさき（著）・とりしも（イラスト）、アスキー・メディアワークス〈電撃文庫〉、全4巻
  - 『森口織人の陰陽道』、2008年8月10日発売[1]、ISBN 978-4-04-867179-8
  - 『森口織人の陰陽道 巻ノに』、2009年5月10日発売[2]、ISBN 978-4-04-867812-4
  - 『森口織人の陰陽道 巻ノさん』、2009年9月10日発売[3]、ISBN 978-4-04-868009-7
  - 『森口織人の陰陽道 巻ノよん』、2010年5月10日発売[4]、ISBN 978-4-04-868539-9

### 漫画
- おかゆまさき（原作）・真田鈴（作画） 『森口織人の帝王学』 アスキー・メディアワークス〈電撃文庫〉、全2巻
  1. 2008年8月27日発売[5]、ISBN 978-4-04-867251-1
  2. 2009年8月27日発売[6]、ISBN 978-4-04-868033-2

## CDドラマ
- 電撃文庫通販『森口織人の陰陽道』ドラマCD
- 発売：ジェネオン・ユニバーサル
- 音響監督：水島努
- プロデューサー：川瀬浩平（ジェネオン・ユニバーサル）
- 特別脚本・監修：おかゆまさき